# Baumfalke
Der Baumfalke (Falco subbuteo) ist ein kleiner Falke, dessen auffälligstes Merkmal seine rostroten „Hosen“ (Beingefieder und Unterschwanzdecken) sind. Er ist in Deutschland die zweithäufigste Falkenart, nach dem Turmfalken und vor dem Wanderfalken. Der Bestand ist rückläufig.

## Beschreibung
Der Baumfalke wird zwischen 30 und 36 cm lang, besitzt eine Flügelspannweite zwischen 70 und 85 cm und erreicht ein Gewicht von 140 bis 350 Gramm. Weibchen sind größer als Männchen. Die Oberseite ist dunkel schiefergrau, die Unterseite streifig gefleckt. Die Wangen sind weiß mit einem deutlichen Bartstreif. Im Flugbild erinnert die Art an einen überdimensionierten Mauersegler mit schmalen, spitzen, sichelförmig gebogenen Flügeln und relativ kurzem, schmalem Schwanz.

## Verbreitungsgebiet

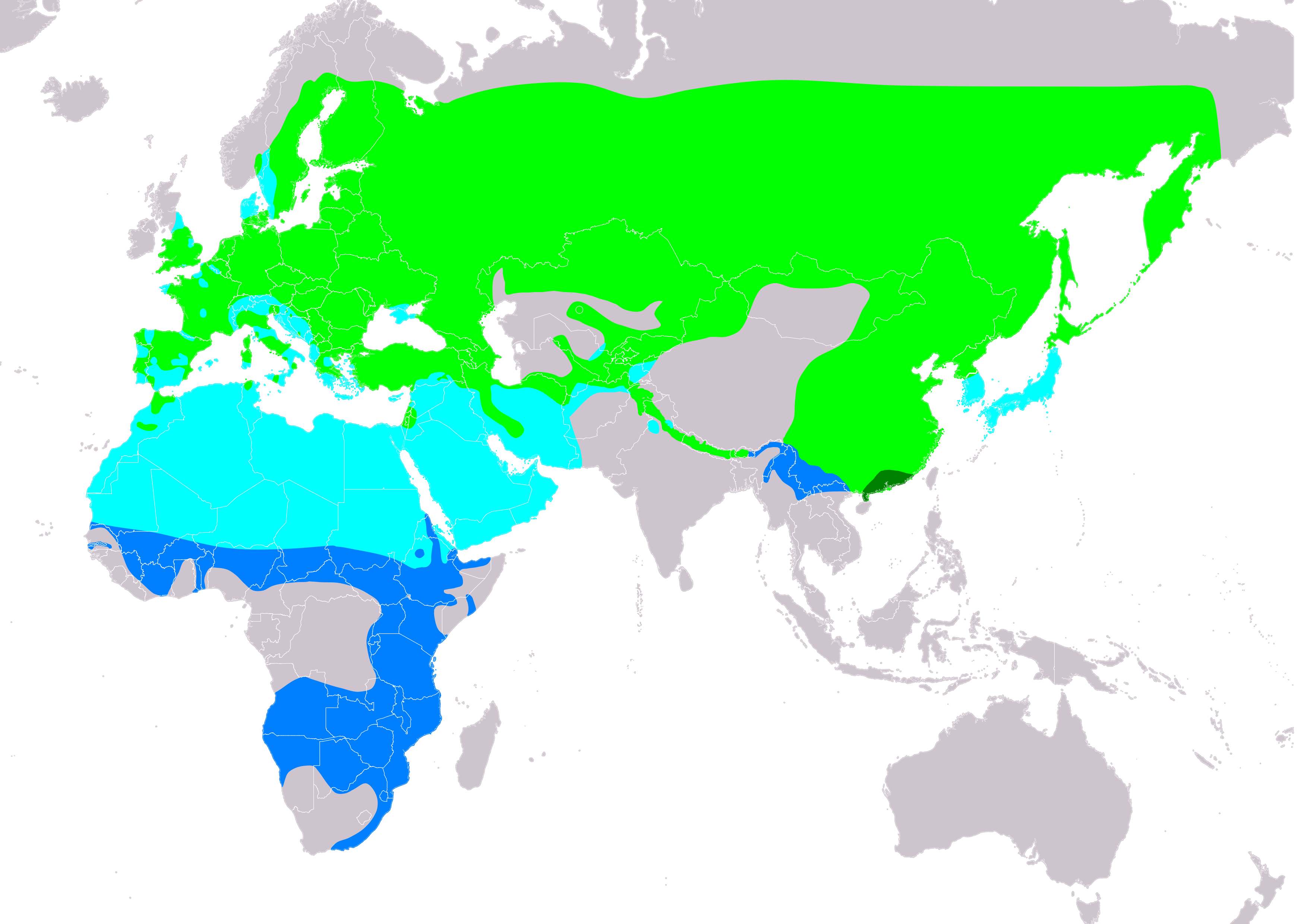
Verbreitung des Baumfalken:
Brutgebiete
Ganzjähriges Vorkommen
Migration
Überwinterungsgebiete

Der Baumfalke ist fast über das gesamte Europa (Britische Inseln: nur Südengland, Skandinavien: nur Süden und Ostseeraum), große Teile Nord- und Zentralasiens, Nordchinas bis Kamtschatka, Sachalin und Japan verbreitet.
Die europäische Population überwintert im südlichen Afrika, die asiatische in Nordindien und Pakistan sowie in Südchina.

## Unterarten
- Falco subbuteo subbuteo L., 1758
- Falco subbuteo streichi Hartert und Neumann, 1907 – China (kleiner als subbuteo)

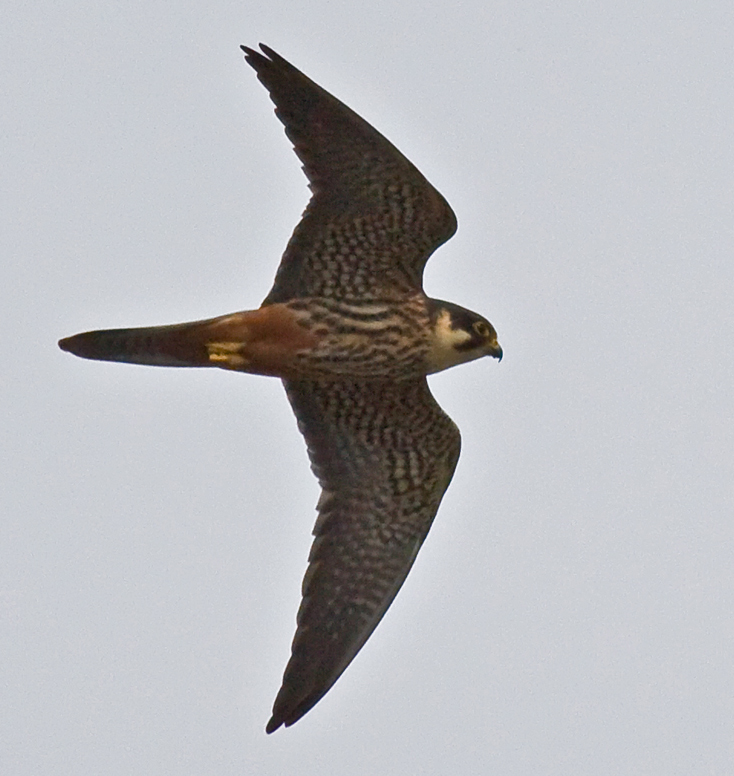
Baumfalke im Flugprofil (Brandenburg)

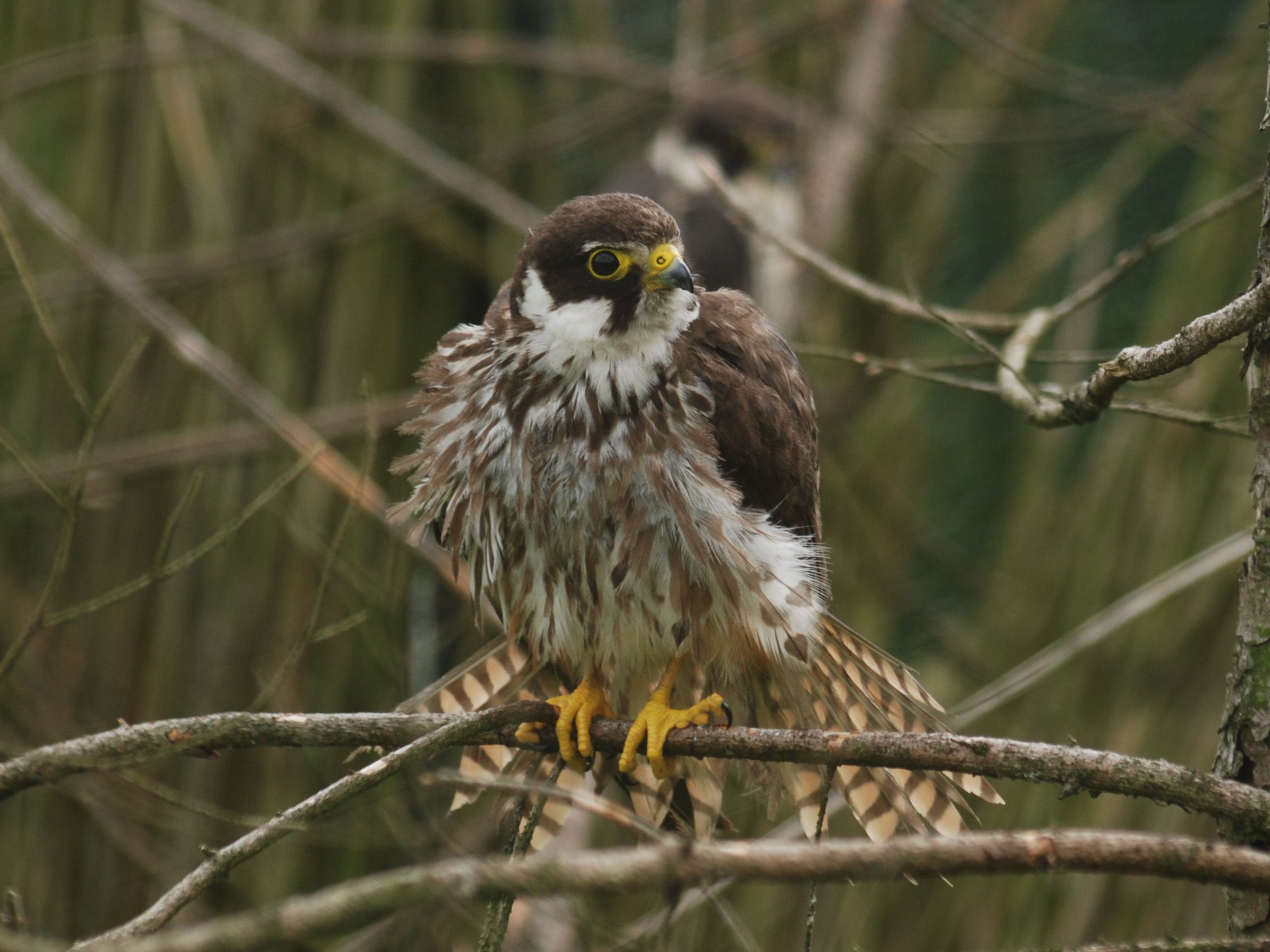

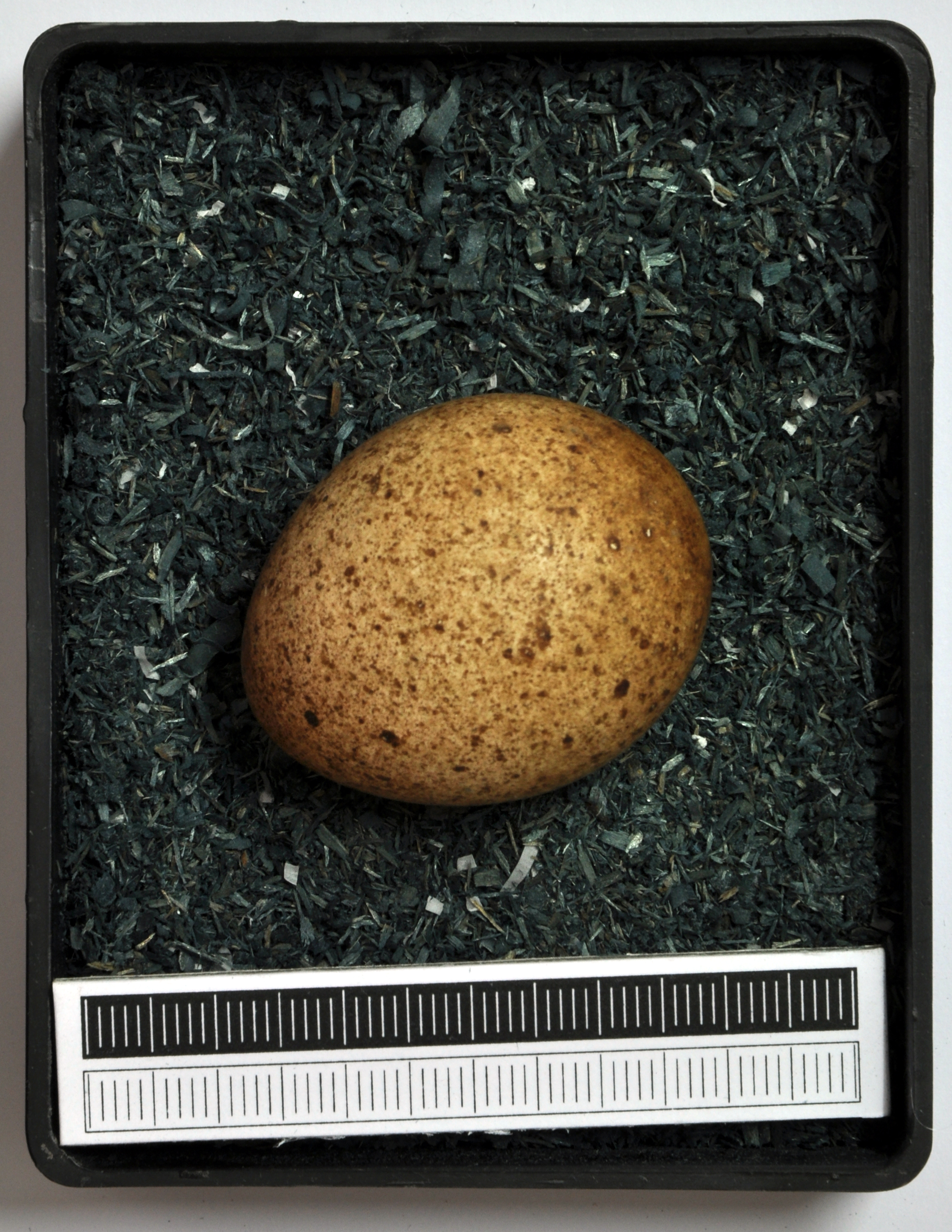
Ei (Sammlung Museum Wiesbaden)

## Lebensraum
Der Baumfalke brütet in Feldgehölzen, Baumgruppen oder an Waldrändern. Bevorzugt werden lichte Kieferngehölze; seltener finden sich Horste in anderen Nadelgehölzen (lichte Fichten-, im Süden Pinienbestände), Laub- oder Auwäldern. In manchen Gebieten werden auch Hochspannungsmasten oder einzelne oder in Alleen stehende Laubbäume genutzt. Wichtig ist das Angrenzen von geeigneten Jagdgebieten, also weiträumigen, offenen und abwechslungsreichen Landschaften. Zur Brut werden vorwiegend alte (durch die späte Brutzeit häufig auch diesjährige), hochstehende Krähennester mit freiem Anflug genutzt. Die Art baut selber kein Nest. Zur Zugzeit kann der Baumfalke in fast allen Lebensräumen beobachtet werden, besonders gern jagt er dann an Gewässern nach Libellen und insektenfressenden Kleinvögeln.

## Jahresrhythmus
Nach Deutschland kehrt der Baumfalke im April aus seinen Überwinterungsgebieten zurück. Die Brutreviere werden von Mai bis Anfang Juni besetzt. Die Balz findet unter lauten Rufen und mit auffälligen Flugmanövern statt. Ab Anfang Juni legt das Weibchen 2–3 Eier, seltener 1 oder 4 Eier. Nach einer Brutdauer von 28 Tagen schlüpfen die Jungvögel. Nach etwa einem Monat verlassen die Jungvögel das Nest und fliegen wenig später aus. Mitte August bis Anfang September verlassen die Familien ihre Reviere und begeben sich ab Ende September auf den Zug in die afrikanischen Winterquartiere, die südlich des Äquators liegen und bis nach Südafrika reichen.
Einjährige Vögel mausern im Sommer, ansonsten findet die Mauser hauptsächlich im Winter statt.

## Stimme
Der typische Ruf besteht aus einem hohen, spitzen „kikiki“, das meist in einer langen, schneller und dann wieder langsamer werdenden Rufreihe zu vernehmen ist. Es klingt meistens etwas gedämpft, ein rufender Vogel wirkt daher oft entfernter, als er tatsächlich ist. Es gibt eine große Zahl von weiteren Lautäußerungen, z. B. das sogenannte Lahnen, ein weiches „gjii“, das auch während der Balz zu hören ist.

## Jagdweise und Ernährung
Die Jagdweise des Baumfalken unterscheidet sich deutlich von der des wenig größeren Turmfalken. Er ist ein Freiluftjäger, der im Gleit- und Segelflug Insekten, vor allem Käfer und fliegende Ameisen, erbeutet. Besonders in Gewässer- und Moorlandschaften sind Libellen eine bedeutende Nahrungsquelle. Zu seinem Speiseplan gehören aber auch Kleinvögel wie Lerchen („Lerchenfalke“), Drosseln oder Finken, und er ist sogar in der Lage, Schwalben und Mauersegler im Schräg- oder Steilstoß zu erbeuten.
Im afrikanischen Winterquartier bilden fliegende Termiten seine Hauptnahrung.

## Bestand
Der Gesamtbestand des Baumfalken wird zu Beginn des 21. Jahrhunderts auf 71.000 bis 120.000 Brutpaare geschätzt. Der Verbreitungsschwerpunkt ist Russland, wo zwischen 30.000 und 60.000 Brutpaare vorkommen. Der Bestand in Deutschland beträgt 2.700 bis 3.000 Brutpaare, in Österreich kommen zwischen 800 und 1.200 Brutpaare vor und in der Schweiz brüten 400 bis 600 Paare. In der Roten Liste der Brutvögel Deutschlands von 2015 wird die Art in der Kategorie 3 als gefährdet geführt.

## Belege

### Einzelbelege
1. ↑  V.J. Stanêk, H. W. Smolik: DER GROSSE BILDATLAS DER TIERE. Hrsg.: ARTIA. 1. Auflage. Praha 1976, S. 400.
2. ↑  Baumfalke. Abgerufen am 20. August 2017.
3. ↑  Bauer et al., S. 357
4. ↑  Christoph Grüneberg, Hans-Günther Bauer, Heiko Haupt, Ommo Hüppop, Torsten Ryslavy, Peter Südbeck: Rote Liste der Brutvögel Deutschlands, 5 Fassung. In: Deutscher Rat für Vogelschutz (Hrsg.): Berichte zum Vogelschutz. Band 52, 30. November 2015.